# ژاله‌ای
ژاله‌ای ، روستایی در دهستان ژاله‌ای بخش کرباسک شهرستان زابل در استان سیستان و بلوچستان ایران است. این روستا، مرکز دهستان ژاله‌ای است. این روستا را از آن جهت ژاله ای نام نهادند که در دوران قاجار چندین خانواده (در اصطلاح قدیم پاگاو) خویشاوند؛ از تیره خاندان کیخای پلاسی واقع در بخش میانکنگی (شهرستان هیرمند کنونی) به اطراف روستای اسکل (در منطقه ای به نام شیله نصرو) جهت کشاورزی و دامداری مهاجرت کرده بودند، در اثر درگیری با خان کلانتر و کتک زدن او، بعداً به مکان فعلی روستا مهاجرت می‌کنند. سالار این افراد به اسم غلام پسر رضا (مشهور به کدخدا غلام) برای جلوگیری از آزار و اذیتهای بعدی افراد وابسته اش با مرارت و سختی زیاد خود را به خراسان رسانده و از والی خراسان و سیستان ظهیرالدوله مجوز تأسیس قریه را می‌گیرد. این شخص جد بزرگ خاندان رضایی کهخا از خاندان‌های خوشنام و معروف سیستان بود. ژاله ای از کلمه جلایی که همان جلای وطن کرده‌است می‌آید که به مرور زمان تبدیل به ژاله ای شده‌است. همچنین چندین سال بعد از تأسیس روستا بارش تگرگ (ژاله) باعث جابجایی مردم از محل اولیه به مناطق پایین دست که بصورت تپه بوده‌است شد. این حادثه در تغییر نام ژاله ای از جلایی به اسم کنونی بی تأثیر نبوده‌است. کدخداهای روستا تا پیش از انقلاب و پس از کدخدا غلام، مرحوم شیخ ملاعباس رضایی و بعد پسرشان کربلایی غلامحسین رضایی و سپس برادرزاده اش حاج غلامحسین رضایی بوده‌اند.

## جمعیت
بر پایه سرشماری عمومی نفوس و مسکن در سال ۱۳۹۵، جمعیت این روستا برابر با ۱٬۰۷۷ نفر (۳۴۶ خانوار) بوده‌است.